# حوزه انتخابیه چهارم آریزونا
حوزه انتخابیه چهارم آریزونا یک حوزه انتخابیه مجلس نمایندگان آمریکا است که در ایالت آریزونا قرار دارد.